# Cawton
Cawton is een civil parish in het bestuurlijke gebied Ryedale, in het Engelse graafschap North Yorkshire met 48 inwoners.